# Église Saint-Martin de Ragnies
 (août 2015).
L'église Saint-Martin est un édifice religieux situé à Ragnies, section de la ville belge de Thuin, dans la province de Hainaut.
La première église est gothique et date des XIIe – XIIIe siècles. Elle a été presque entièrement détruite. Le chœur quant à lui date de la fin du XVIe -début du  XVIIe siècle. Il est classé par la commission royale des monuments et des sites depuis 1936.

## Histoire
La première église Saint-Martin à Ragnies semble dater du XIIe siècle. La souche de la nef et de la tour sont de cette époque-là (la tour est peut-être légèrement postérieure à la nef). Il s'agit d'une petite église orientée, sobre, sans ornementation. Elle est composée d'une nef précédée d'une tour carrée, en pierre de taille : du calcaire de Meuse (ou pierre bleue). Cette roche provient de Ragnies même : il existe 3 carrières autour du village. La nef possède alors deux collatéraux. L'entrée dans l'église se fait par la tour mais il existe également une porte basse au fond de la nef, dans le mur Sud.
À l'intérieur de l'église, à proximité du chœur (sans doute au même endroit qu'aujourd'hui : à l'extrémité du mur Sud, près du chœur), une piscine est encastrée dans le mur, selon les prescriptions du pape Léon IV en 855 qui obligent la présence d'un tel élément dans tout édifice religieux. Il est d'ailleurs possible qu'il y en ait eu une également dans le chœur (aujourd'hui alors cachée derrière les boiseries).
Cette église est détruite au XVe siècle, probablement par un incendie dû à un des nombreux conflits de ce siècle, qui ravagent le pays. Elle est ensuite reconstruite avec les matériaux trouvés sur place : réemplois des pierres de taille, moellons gréseux, etc. En effet, la région ressort exsangue de ces longues années de conflits, les ressources manquent donc. Le reste des matériaux est utilisé pour le mur du cimetière.
La nef ainsi reconstruite est dotée de quatre piliers hennuyers, placés à l'entrée de la nef, juste avant les premières fenêtres. La piscine, ayant survécu à la destruction, est replacée dans la nef. La porte du mur Sud de la nef est alors murée. Dans le mur méridional, une croix aux bras tréflés, taillée en relief dans du grès, est alors encastrée.
Fin xvie-début xviie, le chœur est construit en pierre de taille et comporte d'épaisses assises. Au Nord du chœur, une petite sacristie est construite. On peut supposer que celle-ci permettait également au représentant de l'abbaye de Lobbes d'assister à la messe sans se mêler aux fidèles. En effet, au-dessus de la sacristie, une sorte de loge est aménagée (pour ce haut personnage ?). Le mur donnant sur le chœur est percé d'une large ouverture formée d'un arc brisé. Ainsi, il pouvait voir directement le prêtre effectuer son office. Au vu des différences autant d'appareillement que de type de pierre utilisée dans le même mur Nord, on peut en déduire qu'au xviie siècle, elle devait sans doute être de la même longueur que la travée du chœur. Le mur Nord de la nef est remanié à la même période, peut-être à cause d'un incendie. La voûte a donc dû être reconstruite également.
À l'intérieur de l'édifice, un arc triomphal en plein cintre avec gorge et impostes est construit pour effectuer la transition entre la nef et le chœur.
La chronologie des transformations est difficile à établir entre le XVIIe siècle et le XXe siècle.
Les piliers hennuyers ajoutés dans la nef au XVIIe siècle sont supprimés, l'église se constitue alors d'une nef unique.
Lors d'une transformation (en tous cas antérieure à 1965), l'église a été carrelée de céramiques « aux couleurs criardes ». Il n'y a plus aucune trace de ces céramiques, il est donc très difficile de dater cet épisode. La décoration des clés de voûte est elle aussi postérieure à la construction du chœur.
La toiture du baptistère a également été changée à un moment donné : elle a été remplacée par une toiture à croupe.
En 1900-1907, un importante restauration de l'église est effectuée. Un berceau lambrissé est mis en place en dessous de l'ancienne voute, toujours visible au-dessus de celui-ci.
La sacristie est alors agrandie vers l'Ouest. Cette extension est réalisée dans les mêmes matériaux que ceux de la nef (moellons de grès et de calcaire). Trois petites fenêtres sont insérées également. Elles sont de forme rectangulaire, sur piédroits moulurés. La porte semble dater de la même période de construction. Elle est surmontée d'un linteau en bâtière et comporte elle aussi des piédroits moulurés.
Les fenêtres de la nef semblent avoir été reconstruites aussi pendant cette campagne de restauration, sauf la baie centrale du milieu septentrional. C'est la seule dont le cavet n'est pas enduit (ce qui met en avant la volonté de la démarquer par rapport aux autres).
Actuellement, les souches de la tour et de la nef datent donc des XIIe – XIIIe siècles. La tour et la nef ont été reconstruites au xve siècle, sauf la partie supérieure du mur Nord de la nef et sa voute qui datent de la fin du XVIe -début du  XVIIe siècle tout comme le chœur. La voûte du rez-de-chaussée de la tour date de 1907 et les portes extérieures de 1978. Le pavement de la nef date du 1967 tout comme celui du chœur. Les fenêtres de la nef datent du début du XXe siècle excepté celle du milieu du mur Nord qui est contemporaine au chœur. La toiture de l'église date au plus tôt de 1978. Le baptistère est tardif mais rien de plus précis ne peut être énoncé. La partie occidentale de la sacristie (ainsi que les fenêtres sur le mur Nord et la porte) a été construite en 1900 mais la partie orientale est contemporaine du chœur.

## Description de l'état de l'église auXVIIesiècle

### Plan et volumétrie générale
À la fin du XVIe début XVIIe siècle, l'église Saint-Martin de Ragnies est un bâtiment orienté composé d'un tour carrée suivie d'une nef unique terminée par un chœur à trois pans, plus bas que la nef. Ce chœur ne comporte qu'une seule travée carrée. Au Nord, une petite sacristie de plan rectangulaire est accolée au chœur.
L'entrée s'effectue par la tour, un deuxième portail permet d'accéder à la nef. À l'extrémité de la face septentrionale du chœur, une porte donne accès à la sacristie.

### Élévation extérieure
Les murs de la nef et de la tour sont constitués à la fois de pierres calcaires de grand appareil et de moellons calcaires et gréseux. La souche de ces deux parties date des XIIe et XIIIe siècles.
Sur soubassement chanfreiné, la tour comporte trois grands étages carrés de même largeur mais de hauteur inégale. Ces étages sont séparés les uns des autres par des larmiers. Au rez-de-chaussée, un portail en pierre bleue moulurée formant un arc brisé, sur une base prismatique et sous archivolte retournée permet l'entrée dans l'édifice.
Quelques petites ouvertures rectangulaires sont percées à différents endroits de la tour. L'abbé Braconnier a fait l'hypothèse qu'il s'agissait de meurtrières, mais cela ne semble pas très pertinent au vu de la hauteur à laquelle elles sont placées. Il s'agit sans doute simplement de percements destinés à apporter de la lumière. Il est cependant possible que cette tour ait quand même eu un rôle défensif à jouer, en particulier lors des troubles du XVe siècle.
À l'étage des cloches, sont percées de petites baies en plein cintre, sur l'imposte. Il y en a une sur chaque face de la tour.
De nombreuses ancres consolident la tour.
La flèche repose sur une corniche en pierre moulurée. Cette flèche est composée de huit pans dont les arêtes sont coupées à la base pour former une demi pyramide. Elle est sans doute couverte d'ardoises.
La nef ne comporte pas de soubassement. Elle est composée de moellons légèrement plus petits que ceux de la tour. Aux angles Nord-Ouest et Sud-Ouest, le départ des chaines d'angle est marqué par des pierres de taille de grand appareil.
Sur les deux façades, Nord et Sud, les ouvertures sont les mêmes : des fenêtres géminées à tympan en forme de cœur, ébrasées en cavet avec biseau, sur glacis et probablement sous archivolte retournée.
De petits contreforts chaperonnés en bâtière contrebutent la tour au Nord et au Sud.
Sur le mur méridional, une porte basse à lourd linteau en bâtière et piédroits à peine équarris datant du XIIe – XIIIe siècle a été murée.
Dans le mur septentrional, une ancienne croix aux bras tréflés est encastrée. Il s'agit d'un crucifix qui a été taillé en relief sur du grès.
Le chœur ne comporte qu'un niveau d'élévation. Il s'ancre dans le sol grâce à une épaisse assise régulière de pierres de gros appareil, en biseau. L'ensemble de la couverture repose sur une corniche en cavet sur quart-de-rond. Le toit comporte cinq pans et est sans doute recouvert d'ardoises.
Le pan Nord-Est et le pan Sud-Est du chevet sont percés d'une baie identique. Il s'agit d'une fenêtre géminée surmontée d'un tympan en forme de cœur. L'archivolte des baies se poursuit en cordon le long de la construction et au-delà des contreforts qui contrebutent le chœur à l'intersection de la travée et du chevet, reliant l'archivolte de la fenêtre de la façade Sud du chevet. Ces contreforts sont chaperonnés en bâtière. Le pan central n'est pas percé d'ouverture.
L'élévation de la travée du chœur se présente de la même manière que le chevet. La façade Sud est percée d'une grande fenêtre à meneaux trilobés et tympan tréflé. La façade Nord quant à elle ne présente pas de baie puisqu'y est accolée la sacristie.
Cette sacristie est de petite taille. Elle se réduit à la longueur de la travée. Elle est similaire au chœur par son appareil et son soubassement. Elle comporte une petite fenêtre carrée à encadrement biseauté, sur la face orientale. Une porte permet d'y accéder de l'extérieur par le côté occidental. La sacristie est couverte d'une toiture en appentis sous un larmier.

### Élévation intérieure et couvrement
Le rez-de-chaussée de la tour est sans doute voûté mais aucune information ne permet d'affirmer de quelle manière. Les différents étages n'étant pas accessibles, il n'est pas possible de réellement savoir quelle était leur élévation intérieure.
La nef est probablement dallée en pierre. Les trois vaisseaux de l'église romane sont marqués par quatre piliers hennuyers à base et chapiteau moulurés de la fin du XVIe -début XVIIe siècle. Ils sont situés à l'entrée de la nef, juste avant les premières baies. Ils semblent délimiter un espace d'accueil dans l'église (une sorte de narthex). La voûte repose sur une simple corniche. À l'extrémité orientale de la nef, dans le mur Sud, une piscine est encastrée. Il s'agit d'une niche construite en pierres de taille (toujours du calcaire de Meuse). Elle est encadrée d'un arc brisé sur piédroits moulurés, à l'intérieur duquel se trouve un trèfle. Une deuxième piscine du même type est peut-être présente également dans le chœur.
La nef comporte plusieurs niveaux : un niveau plus élevé marque l'avancée du chœur et deux marches supplémentaires mettent en valeur les deux autels qui sont disposés de part et d'autre du chœur. Contemporain de ce dernier, un arc triomphal en plein cintre, avec gorge et impostes effectue la transition entre la nef et le chœur, plus bas que celle-ci.
Le chœur est sans doute pavé de dalles en pierre également (probablement du calcaire de Meuse). Il est voûté sur nervures. À la croisée d'ogives, la clé est plate et sans ornementation. Les formerets en pierre bleue retombent sur des culs-de-lampe « campaniformes ».

## Style
L'église Saint-Martin de Ragnies peut être considérée comme étant majoritairement de style gothique hennuyer, comme l'affirment tous les auteurs s'étant penchés sur cet édifice. Dans leur chapitre sur le gothique hennuyer, L. F. Genicot et T. Coomans en explicitent bien les caractéristiques et affirment eux aussi que l'église de Ragnies appartient à ce style. Le paragraphe qui suit est fondé sur cet ouvrage.
Au niveau de la tranche chronologique et de l'espace géographique, cela peut correspondre. En effet, la plupart des édifices gothiques de l'ensemble hennuyer sont datés entre la fin du XVe, et le début du XVIIe siècle et ce style s'est surtout développé dans les campagnes. Les matériaux principaux utilisés sont locaux et traités en fonction de leur destination : le gros des parois, sauf le soubassement est constitué de moellons de pierres diverses alors que les zones plus importantes (encadrements de fenêtres, assises, ...) sont composés de blocs mieux découpés. Deux points qui sont présents dans l'édifice étudié. Dans les églises du gothique dit « hennuyer », la lumière entre en général de manière directe dans la nef et le chœur est illuminé par les verrières directes de ses trois ou cinq pans (trois dans ce cas-ci). La tour occidentale est elle aussi très présente et elle ne comporte alors qu'une seule ouïe par face, à l'étage des cloches. Les baies sont très souvent surmontées d'une archivolte retournée.
D'autres styles aussi se rapportent à diverses parties de l'église : la souche de la nef et celle de la tour sont romanes (style de la première église). Les différents agrandissements sont néo-gothiques (le baptistère, l'agrandissement de la sacristie).

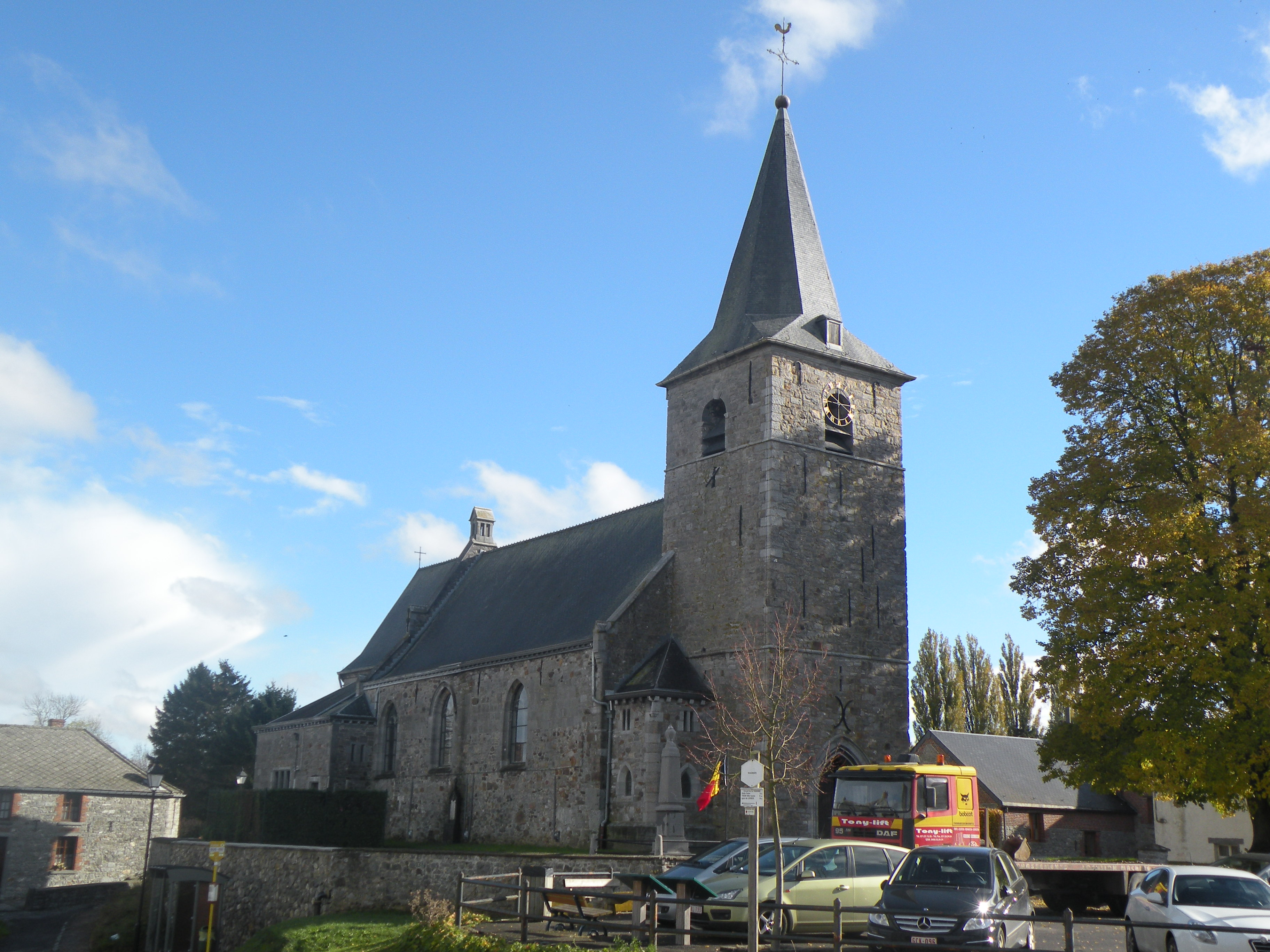
Vue générale de l'église Saint-Martin de Ragnies
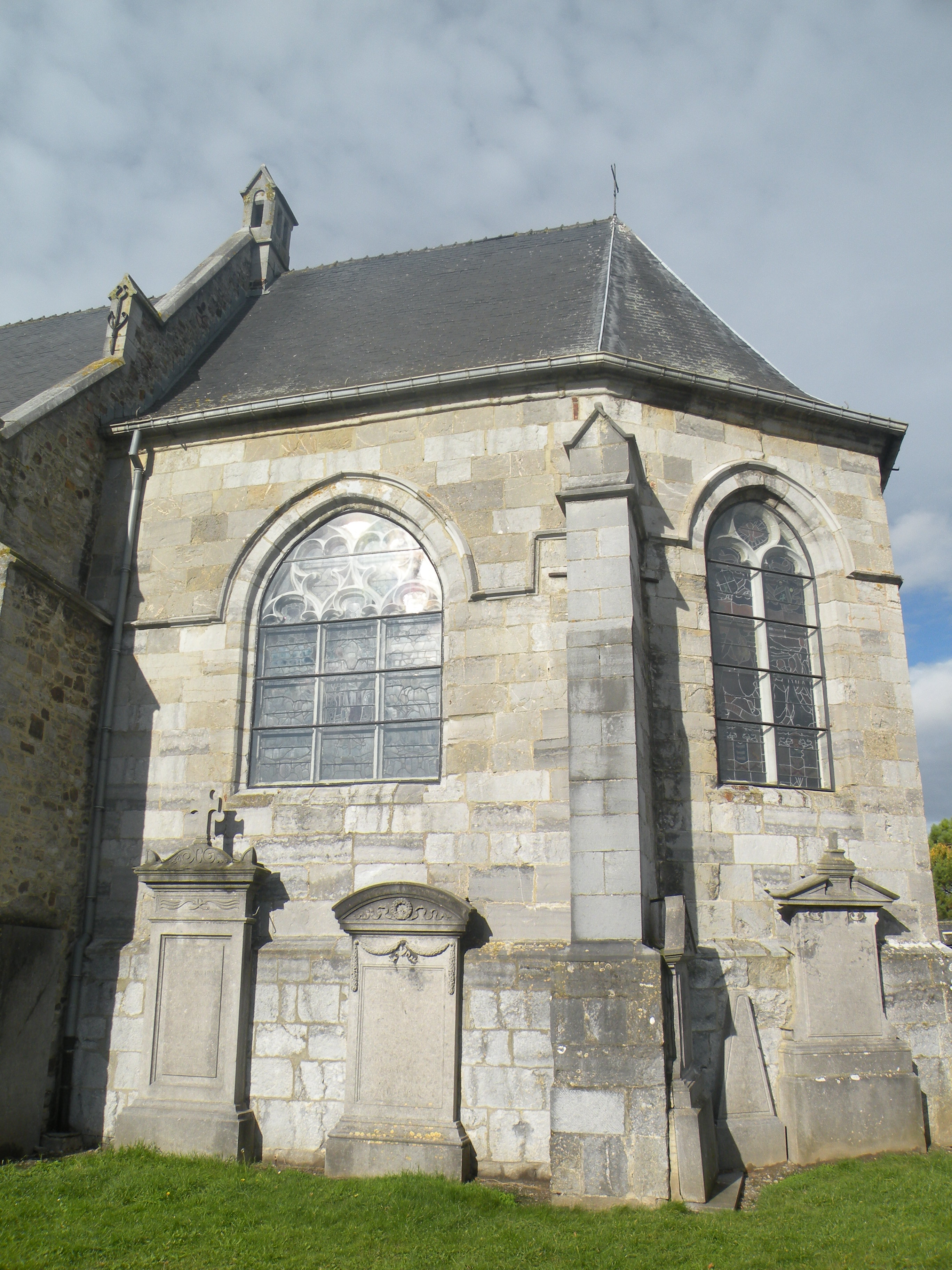
Façade Sud-Est du chevet de l'église Saint-Martin de Ragnies